# Motukoranga Island
Motukoranga Island ist eine kleine schmale Insel vor der Ostküste der Coromandel Peninsula im Norden der Nordinsel von Neuseeland.

## Geographie
Die Insel befindet sich rund 14 km nordöstlich von Whitianga, südlich der Humbug Bay. Die größtenteils bewaldete Insel, die sich über eine Fläche von rund 4 Hektar ausdehnt, erstreckt sich über eine Länge von rund 445 m in Nordwest-Südost-Richtung und besitzt eine maximale Breite von rund 300 m in Südwest-Nordost-Richtung. Die höchste Erhebung der Insel befindet sich mit 105 m im südlichen Teil des steilen Eilands. Das Festland ist lediglich 175 m entfernt. Südsüdöstlich der Insel befinden sich noch zwei frühere zur Insel gehörende Teile, von denen das größte Felsenstück 155 m in der Länge, rund 80 m in der Breite misst und über eine Höhe von knapp über 40 m verfügt. Die einzige nennenswerte Insel in der näheren Umgebung ist Motukoruenga Island, rund 1,9 km nordöstlich.